# آمال حمد
آمال حمد هي سياسيّة ونسوية فلسطينية، وقيادية في حركة فتح، شغل منصب وزيرة شؤون المرأة الفلسطينية في الحكومة الفلسطينية الثامنة عشر بين عامي 2019 و2024.

## نشأتها وتحصيلها العلمي
ولدت آمال توفيق عبد الهادي نشوان حمد في بلدة بيت حانون بقطاع غزة بتاريخ 12 يوليو 1963، تلقت تعليمها الابتدائي والإعدادي في مدرسة البلدة، وحصلت عام 1982 على الثانويه العامه الفرع العلمي، التحقت بكلية العلوم في جامعة بيرزيت بالضفة الغربية وحصلت منها على درجة البكالوريوس في تخصص الرياضيات عام 1987، وعلى دبلوم عام في التربية من ذات الجامعة عام 1989، كما حصلت على دبلوم في المناهج وطرق التدريس في التربية من جامعة الأقصى في قطاع غزة عام 1997، وعلى دبلوم في علم النفس التربوي من ذات الجامعة عام 1998. في عام 2001 حصلت على الماجستير في تخصص علم النفس الاجتماعي من جامعة عين شمس في جمهورية مصر العربية، وعلى درجة الدكتوراة في الفلسفة تخصص «علم النفس التربوي» من ذات الجامعة عام 2015.

## المناصب
- مسؤولة الاتحاد العام للمرأة الفلسطينية[5] في قطاع غزة منذ عام 2007.[6][7]
- عضو في اللجنة المركزية لحركة فتح.[8]
- في عام 2009، فازت بانتخابات المجلس الثوري لحركة فتح التي عُقدت أثناء المؤتمر السادس لحركة فتح في بيت لحم وصارت عضوًا فيه.[9]
- نائب أمين سر المجلس الثوري لحركة فتح.[10]
- عضو في المجلس الوطني الفلسطيني.
- نائب مفوض العلاقات الدولية لحركة فتح.[11]
- وزيرة شؤون المرأة الفلسطينية منذ 13 أبريل 2019 وحتى 31 مارس 2024.[12] حيث أدت آمال حمد اليمين القانونية أمام الرئيس الفلسطيني محمود عباس كوزيرة لشؤون المرأة الفلسطينية في الحكومة الفلسطينية الثامنة عشر برئاسة رئيس الحكومة محمد اشتية.[13][14][15]